# Sulimów (Lublin)
Pour les articles homonymes, voir Sulimów.
Sulimów (prononciation : [suˈlimuf]) est un village polonais de la gmina de Dołhobyczów dans le powiat de Hrubieszów de la voïvodie de Lublin dans l'est de la Pologne, à la frontière avec l'Ukraine.
Il se situe à environ 8 kilomètres au sud de Dołhobyczów (siège de la gmina), 35 kilomètres au sud de Hrubieszów (siège du powiat) et 131 kilomètres au sud-est de Lublin (capitale de la voïvodie).
Le village compte approximativement une population de 40 habitants.

## Histoire
De 1975 à 1998, le village est attaché administrativement à la voïvodie de Zamość.

Depuis 1999, il fait partie de la voïvodie de Lublin.